# مينارد
مينارد (بالإنجليزية: Menard, Texas)‏ هي مدينة تقع بولاية تكساس في شمال شرق الولايات المتحدة. تبلغ مساحة هذه المدينة 5.3 (كم²)، وترتفع عن سطح البحر 574 م، بلغ عدد سكانها 1653 نسمة في عام 2000 حسب إحصاء مكتب تعداد الولايات المتحدة وتصل الكثافة السكانية فيها 310.2 نسمة/كم2.

## التركيبة السكانية
حدّد مكتب تعداد الولايات المتحدة بيانات التركيبة السكانية لمينارد في تعداد الولايات المتحدة. في ما يلي، التركيبة السكانية حسب تعدادي 2000 و2010.

### تعداد عام 2000
بلغ عدد سكان مينارد 1,653 نسمة بحسب تعداد عام 2000، وبلغ عدد الأسر 666 أسرة وعدد العائلات 439 عائلة مقيمة في المدينة. في حين سجلت الكثافة السكانية 309.6 نسمة لكل كيلومتر مربع (801.9/ميل2). وبلغ عدد الوحدات السكنية 851 وحدة بمتوسط كثافة قدره 159.4 لكل كيلومتر مربع (412.8/ميل2).
وتوزع التركيب العرقي للمدينة بنسبة 84.94% من البيض و0.67% من الأمريكيين الأفارقة و0.60% من الأمريكيين الأصليين و0.36% من الأمريكيين ذوي الأصول الآسيوية و0.06% من سكان جزر المحيط الهادئ و11.98% من الأعراق الأخرى و1.39% من عرقين مختلطين أو أكثر و39.32% من الهسبانيون أو اللاتينيون من أي عرق.
بلغ عدد الأسر 666 أسرة كانت نسبة 35.7% منها لديها أطفال تحت سن الثامنة عشر تعيش معهم، وبلغت نسبة الأزواج القاطنين مع بعضهم البعض 50.2% من أصل المجموع الكلي للأسر، ونسبة 10.8% من الأسر كان لديها معيلات من الإناث دون وجود شريك،  بينما كانت نسبة 5% من الأسر لديها معيلون من الذكور دون وجود شريكة وكانت نسبة 34.1% من غير العائلات. تألفت نسبة 31.4% من أصل جميع الأسر من عدة أفراد يعيشون في نفس المنزل ونسبة 20% كانت تتألف من شخص يعيش بمفرده يبلغ من العمر 65 عاماً أو أكثر. وبلغ متوسط حجم الأسرة المعيشية 2.42، أما متوسط حجم العائلات فبلغ 3.03.
بلغ العمر الوسطي للسكان 40.3 عاماً. وكانت نسبة 27.2% من القاطنين تحت سن الثامنة عشر، وكانت نسبة 6% بين الثامنة عشر والرابعة والعشرين عاماً، ونسبة 23.5% كانت واقعةً في الفئة العمرية ما بين الخامسة والعشرين والرابعة والأربعين عاماً، ونسبة 22.5% كانت ما بين الخامسة والأربعين والرابعة والستين، ونسبة 18.4% كانت ضمن فئة الخامسة والستين عاماً فما فوق. يوجد لكل 100 أنثى 99.5 ذكر، ويوجد لكل 100 أنثى في الثامنة عشر من عمرها فما فوق 90.0 ذكر.
بلغ متوسط دخل الأسرة في المدينة 19,698 دولارًا، أما متوسط دخل العائلة فبلغ 27,125 دولارًا. وكان متوسط دخل الذكور 21,094 دولارًا مقابل 17,857 دولارًا للإناث. وسجل دخل الفرد الخاص بالمدينة 12,768 دولارًا. وكانت نسبة 26.5% من العائلات ونسبة 33.1% من السكان تحت خط الفقر، وكان من هؤلاء نسبة 45.8% تحت سن الثامنة عشر ونسبة 28.2% في الخامسة والستين من العمر وما فوق.

### تعداد عام 2010
بلغ عدد سكان مينارد 1,471 نسمة بحسب تعداد عام 2010، وبلغ عدد الأسر 627 أسرة وعدد العائلات 395 عائلة مقيمة في المدينة. في حين سجلت الكثافة السكانية 275.5 نسمة لكل كيلومتر مربع (713.5/ميل2). وبلغ عدد الوحدات السكنية 828 وحدة بمتوسط كثافة قدره 155.1 لكل كيلومتر مربع (401.7/ميل2).
وتوزع التركيب العرقي للمدينة بنسبة 77.84% من البيض و0.48% من الأمريكيين الأفارقة و1.09% من الأمريكيين الأصليين و18.49% من الأعراق الأخرى و2.11% من عرقين مختلطين أو أكثر و45.89% من الهسبانيون أو اللاتينيون من أي عرق.
بلغ عدد الأسر 627 أسرة كانت نسبة 28.7% منها لديها أطفال تحت سن الثامنة عشر تعيش معهم، وبلغت نسبة الأزواج القاطنين مع بعضهم البعض 47.2% من أصل المجموع الكلي للأسر، ونسبة 10.8% من الأسر كان لديها معيلات من الإناث دون وجود شريك،  بينما كانت نسبة 4.9% من الأسر لديها معيلون من الذكور دون وجود شريكة وكانت نسبة 37% من غير العائلات. تألفت نسبة 34.1% من أصل جميع الأسر من عدة أفراد يعيشون في نفس المنزل ونسبة 16.3% كانت تتألف من شخص يعيش بمفرده يبلغ من العمر 65 عاماً أو أكثر. وبلغ متوسط حجم الأسرة المعيشية 2.29، أما متوسط حجم العائلات فبلغ 2.92.
بلغ العمر الوسطي للسكان 46.9 عاماً. وكانت نسبة 22.6% من القاطنين تحت سن الثامنة عشر، وكانت نسبة 6.3% بين الثامنة عشر والرابعة والعشرين عاماً، ونسبة 19.2% كانت واقعةً في الفئة العمرية ما بين الخامسة والعشرين والرابعة والأربعين عاماً، ونسبة 29.7% كانت ما بين الخامسة والأربعين والرابعة والستين، ونسبة 22.2% كانت ضمن فئة الخامسة والستين عاماً فما فوق. وتوزع التركيب الجنسي للسكان بنسبة 49.2% ذكور و50.8% إناث.

## وصلات خارجية
- The US50 - Cities and Towns in Texas State